# Делимир Петровић
Делимир Петровић (Јагодина, 4. јун 1896-Њу Џерси, 1964. год. ) је српски политичар, посланик Народне скупштине за Белички срез и председник Градског поглаварства.

## Биографија
Делимир Петровић је живео у Јагодини, где је завршио основну школу. Гимназију је започео у Београду али по избијању Првог светског рата са својом породицом, оцем Настасом, мајком Јелисаветом, сестром Десанком и братом Михаилом одлази у избеглиштво. Наастањују се у Ници, где завршавају гимназију. По завршетку Првог светског рата Делимир одлази у Париз и на Сорбони студира права. По завршетку факултета уписује докторат али због болести мајке враћа се у Србију. Мајка му убрзо умире од асме. По повратку у Србију почиње да радио као саветник у Народној банци у Београду. Жени се београђанком Станом из угледене породице дворског апотекара Викторовића, чија се кућа налазила у близини хотела „Москва“ (отац јој је био из Пољске, дошао је у Беооград за време Револуције 1848. године.) Делимиров најстарији син Настас рођен је 1931. године у тој кући. Међутим, одатле се селе на Чубуру у нову кућу коју је Делимир саградио за своју породицу. Не задуго, кућа је морала бити продата с обзиром да Делимир није успео да од министра финансија добије зајам.

### Каријера
Политичка каријера Делимира Петровића, као и његовог оца Настаса, почиње у Радикалној странци. Он 1936. године, у својој 40. години постаје председник Градског поглаварства у Јагодини. Ту функцију је обављао све до 1938. године када је изабран за посланика Народне скупштине за Белички срез Делимир је у то време живео у Јагодини, на Ђурђевом брду у породичној кући коју је саградио његов отац 1912. године. Према Изборном закону из 1933. године на парламентарним изборима 1938. године могле су постојати само земаљске листе. Као у целој Србији тако и у Моравском округу истакнуте су 3 листе: листа др Милана Стојадиновића, др Влатка Мачека и Димитрија Љотића. Присталице Југословенске радикалне заједнице, на својој конференцији одржаној у Јагодини 9. новембра за кандидата на листи др Милана Стојадиновића за срез моравски изабрале су је Делимира Петровића, председника градског поглаварства из Јагодине.
Југословенска радикална заједница којој је припадао Делимир Петровић, наставила је рад радикала. Оснивање ове странке започето је 1935. године, после формирања владе др Милана Стојадоновића. Овој странци, поред великог броја истакнутих радикалсих присталица, прикључили су се и чланови Југословенске националне странке. У странци често је долазило до сукоба и подела. Међутим, она је ипак остала водећа странка како у Србији тако и у Моравском округу. У свим општинама у округу постојали су месни одбори. Делимир Петровић је био један од вођа месних одбора у Јагодини.2. јануара 1939. године Делимир се захваљује својим бирачима Беличког среза и града Јагодине на избору за народног посланика и указаном поверењу. Обећавајући да ће се трудити да оправда њихово поверење у да ће са још већом енергијом и вољом радити у корист Поморавља и читавог Беличичког среза. Делимир Петровић остаје у Народној скупштини до 27. марта, када је је читава влада збачена војним пучем, који је претходио потписивању тројног пакта, 25. марта. Он са породицом 27. марта долази у Јагодину, где остају за време рата. Уз помоћ пријатеља он почиње да ради као светник у Министарству пошта. Остаје без посла зато што одбија Недићевог генерала да постане шеф Јеврејских имања у Београду. Он 1943. године почиње да ради у Силосу у Јагодини. После рата је радио у Статистичком заводу у Београду и одатле одлази у пензију. По окончању радних операција и ослобођења Јагодине 17. октобра 1944. године, Делимир Петровић бива ухапшен 28. новембра 1944. године у својој породичној кући на Ђурђевом брду у Јагодини. Њега комунисти одводе у затвор који се налазио у Клешиђевој кући, У затвору Делимир проводи 3 месеца одакле је пребачен у болницу на лечење.Његову болничку собу су чували војници. По отпуштању одлази кући, без икаквог образложења због чега је био хапшен. Од дана хашења па све до његовог одласка из земље био је под присмотром. У њихову породичну кућу на Ђурђевом брду усељавају породицу комуниста са којима су Петровићи живели до њиховог одласка из Србије.

## Породица
Његова деца, Настас (рођен 1931. год.), Михаило (рођен 1933. год.) и Гордана (рођена 1939.) основну школу и нижу гимназију завршавају у Јагодини. Гордана је постала балерина и добила посао у Сарајевском позоришту и тамо живела до 1968. године. Михајло је завршио музичку академију, добио службу у Земуну и тамо радио до одласка у Америку. Најстарији Делимиров син, Настас Д. Петровић уписује Права у Београду и издржава се свирајући тромбом у циркусу Адрија. Како би спасао породицу свакодневног притиска и пресије, уз очеву подршку одлучује да оде из Србије. Настас Д. Петровић 1961. године одлази у Париз, где борави код Драгише Цветковића и његовог сина.Његов боравак у Паризу, такође је протекао под присмотром. После једногодишњег боравка у Паризу добија избегличку визу уз помоћ француске црквене хуманистичке организације „Симад“ и са својом вереницом Надом, ћерком војног лекара одлази у Њу Џерси 1962. године. У Америци му помаже пријатељ његовог оца Часлав Никитовић, из рудничког краја. Отац Делимир и мајка Станка одлазе 1962. године у Америку. Делимир по боравку у Америци, након 15 месеци умире од карцинома желуца 1964. године. Сахрањен је у Њу Џерсију а његова супруга умире 1979. године. Брат Михајло (1933—1992), (нема потомака) и сестра Десанка у Америку долазе 1968. године (потомци Десанке живе у Америци, син Владислав и Делимир). Настас Д. Петровић са супругом Надом и ћерком Станком је живео у Њу Џерсију до 1998. године када се са породицом сели на Флориду.
Настас Д. Петровић у Србију, после много година долази 2001. године. Јуна 2015. године он посећује Јагодинску библиотеку којој поред фотографија и докумената поклања и своју до тада неиспричану причу у својој породици, деди и оцу који су део свог живота провели у Јагодини и почетком 20. века били у врху политичке власти Србије.